# Givisiez
Givisiez är en ort och kommun i distriktet Sarine i kantonen Fribourg, Schweiz. Kommunen hade 3 309 invånare (2023).